# Nyabigugu (periodiskt vattendrag i Burundi, lat -3,86, long 29,90)
Nyabigugu är ett periodiskt vattendrag i Burundi. Det ligger i den centrala delen av landet, 80 km sydost om huvudstaden Bujumbura.
Omgivningarna runt Nyabigugu är en mosaik av jordbruksmark och naturlig växtlighet. Runt Nyabigugu är det ganska tätbefolkat, med 111 invånare per kvadratkilometer.